# Mistrzostwa Świata w Saneczkarstwie 2011
42. Mistrzostwa świata w saneczkarstwie 2011 odbywały się w dniach 29–30 stycznia we włoskiej Cesanie. W tym mieście mistrzostwa zostały rozegrane się raz pierwszy. Rozegrano trzy z czterech zaplanowanych konkurencji: jedynki kobiet, jedynki mężczyzn oraz dwójki mężczyzn. Zawody drużynowe zostały odwołane z powodu problemów technicznych.

## Terminarz
| Data                | Miejscowość | Konkurencja      | Złoto                                    | Srebro                                      | Brąz                                   |
| ------------------- | ----------- | ---------------- | ---------------------------------------- | ------------------------------------------- | -------------------------------------- |
| 29 stycznia 2011    | Cesana      | Jedynki kobiet   | Tatjana Hüfner                           | Natalie Geisenberger                        | Alex Gough                             |
| 29 stycznia 2011    | Cesana      | Jedynki mężczyzn | Armin Zöggeler                           | Felix Loch                                  | Andi Langenhan                         |
| 29–30 stycznia 2011 | Cesana      | Dwójki mężczyzn  | Austria Andreas Linger · Wolfgang Linger | Włochy Christian Oberstolz · Patrick Gruber | Łotwa Juris Šics · Andris Šics         |
| 30 stycznia 2011    | Cesana      | Drużynowe        | Zawody odwołane z powodów technicznych   | Zawody odwołane z powodów technicznych      | Zawody odwołane z powodów technicznych |

## Wyniki

### Jedynki kobiet
- Data / Początek: Sobota 29 stycznia 2011 / 8:20 CET

| Medal | Zawodniczka          | Narodowość | 1. zjazd | 2. zjazd | Czas     | Strata |
| ----- | -------------------- | ---------- | -------- | -------- | -------- | ------ |
|       | Tatjana Hüfner       | Niemcy     | 46.976   | 46.993   | 1:33.969 |        |
|       | Natalie Geisenberger | Niemcy     | 47.027   | 47.216   | 1:34.243 | +0.274 |
|       | Alex Gough           | Kanada     | 47.051   | 47.362   | 1:34.413 | +0.444 |
| 4.    | Nina Reithmayer      | Austria    | 47.174   | 47.296   | 1:34.470 | +0.501 |
| 5.    | Anke Wischnewski     | Niemcy     | 47.328   | 47.263   | 1:34.591 | +0.622 |
| 6.    | Carina Schwab        | Niemcy     | 47.227   | 47.431   | 1:34.658 | +0.689 |
| 7.    | Veronika Halder      | Austria    | 47.374   | 47.573   | 1:34.947 | +0.978 |
| 8.    | Martina Kocher       | Szwajcaria | 47.475   | 47.539   | 1:35.014 | +1.045 |
| ...   | ...                  | ...        | ...      | ...      | ...      | ...    |
| DSQ   | Ewelina Staszulonek  | Polska     | —        | —        | —        | —      |

### Jedynki mężczyzn
- Data / Początek: Sobota 29 stycznia 2011 / 15:40 CET

| Medal | Zawodnik        | Narodowość | 1. zjazd | 2. zjazd | Czas     | Strata |
| ----- | --------------- | ---------- | -------- | -------- | -------- | ------ |
|       | Armin Zöggeler  | Włochy     | 51.568   | 51.970   | 1:43.538 |        |
|       | Felix Loch      | Niemcy     | 51.511   | 52.048   | 1:43.559 | +0.021 |
|       | Andi Langenhan  | Niemcy     | 51.827   | 52.186   | 1:44.013 | +0.475 |
| 4.    | David Möller    | Niemcy     | 51.803   | 52.318   | 1:44.121 | +0.583 |
| 5.    | Reinhold Rainer | Włochy     | 52.036   | 52.135   | 1:44.171 | +0.633 |
| 6.    | Daniel Pfister  | Austria    | 51.957   | 52.219   | 1:44.176 | +0.638 |
| 7.    | Jan Eichhorn    | Niemcy     | 51.940   | 52.284   | 1:44.224 | +0.686 |
| 8.    | Wolfgang Kindl  | Austria    | 52.026   | 52.241   | 1:44.267 | +0.729 |
| ...   | ...             | ...        | ...      | ...      | ...      | ...    |
| 19.   | Maciej Kurowski | Polska     | 52.436   | 52.383   | 1:44.819 | +1.281 |

### Dwójki mężczyzn
- Data / Początek: Sobota 29 stycznia 2011 / 19:00 CET – Niedziela 30 stycznia 2011 / 9:00 CET

| Medal | Zawodnicy                                    | Narodowość        | 1. zjazd | 2. zjazd | Czas     | Strata |
| ----- | -------------------------------------------- | ----------------- | -------- | -------- | -------- | ------ |
|       | Andreas Linger/Wolfgang Linger               | Austria           | 46.668   | 46.612   | 1:33.280 |        |
|       | Christian Oberstolz/Patrick Gruber           | Włochy            | 46.752   | 46.760   | 1:33.512 | +0.232 |
|       | Juris Šics/Andris Šics                       | Łotwa             | 46.909   | 46.819   | 1:33.728 | +0.448 |
| 4.    | Władisław Jużakow/Władimir Machnutin         | Rosja             | 46.919   | 46.820   | 1:33.739 | +0.459 |
| 5.    | Ludwig Rieder/Patrick Rastner                | Włochy            | 47.041   | 47.017   | 1:34.058 | +0.778 |
| 6.    | Hans Peter Fischnaller/Patrick Schwienbacher | Włochy            | 47.017   | 47.054   | 1:34.071 | +0.791 |
| 7.    | Matthew Mortensen/Preston Griffall           | Stany Zjednoczone | 47.055   | 47.072   | 1:34.127 | +0.847 |
| 8.    | Tristan Walker/Justin Snith                  | Kanada            | 47.163   | 46.983   | 1:34.146 | +0.866 |
| ...   | ...                                          | ...               | ...      | ...      | ...      | ...    |
| 18.   | Artur Petyniak/Adam Wanielista               | Polska            | 48.237   | [ a ]    | 48.237   |        |

## Klasyfikacja medalowa
| Miejsce | Państwo | złoto | srebro | brąz | Razem |
| ------- | ------- | ----- | ------ | ---- | ----- |
| 1.      | Niemcy  | 1     | 2      | 1    | 4     |
| 2.      | Włochy  | 1     | 1      | 0    | 2     |
| 3.      | Austria | 1     | 0      | 0    | 1     |
| 4.      | Kanada  | 0     | 0      | 1    | 1     |
| 4.      | Łotwa   | 0     | 0      | 1    | 1     |